# Vstupenka

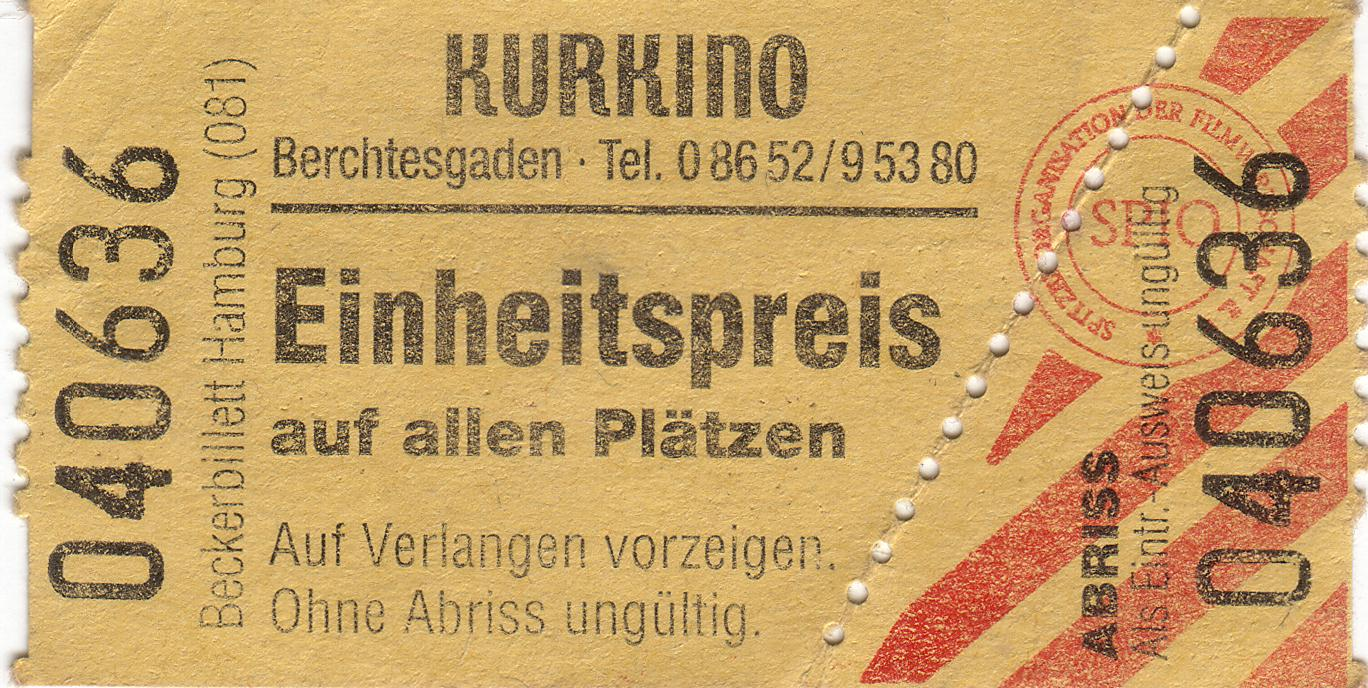
Neadresná vstupenka do kina s neodtrženým kontrolním útržkem.

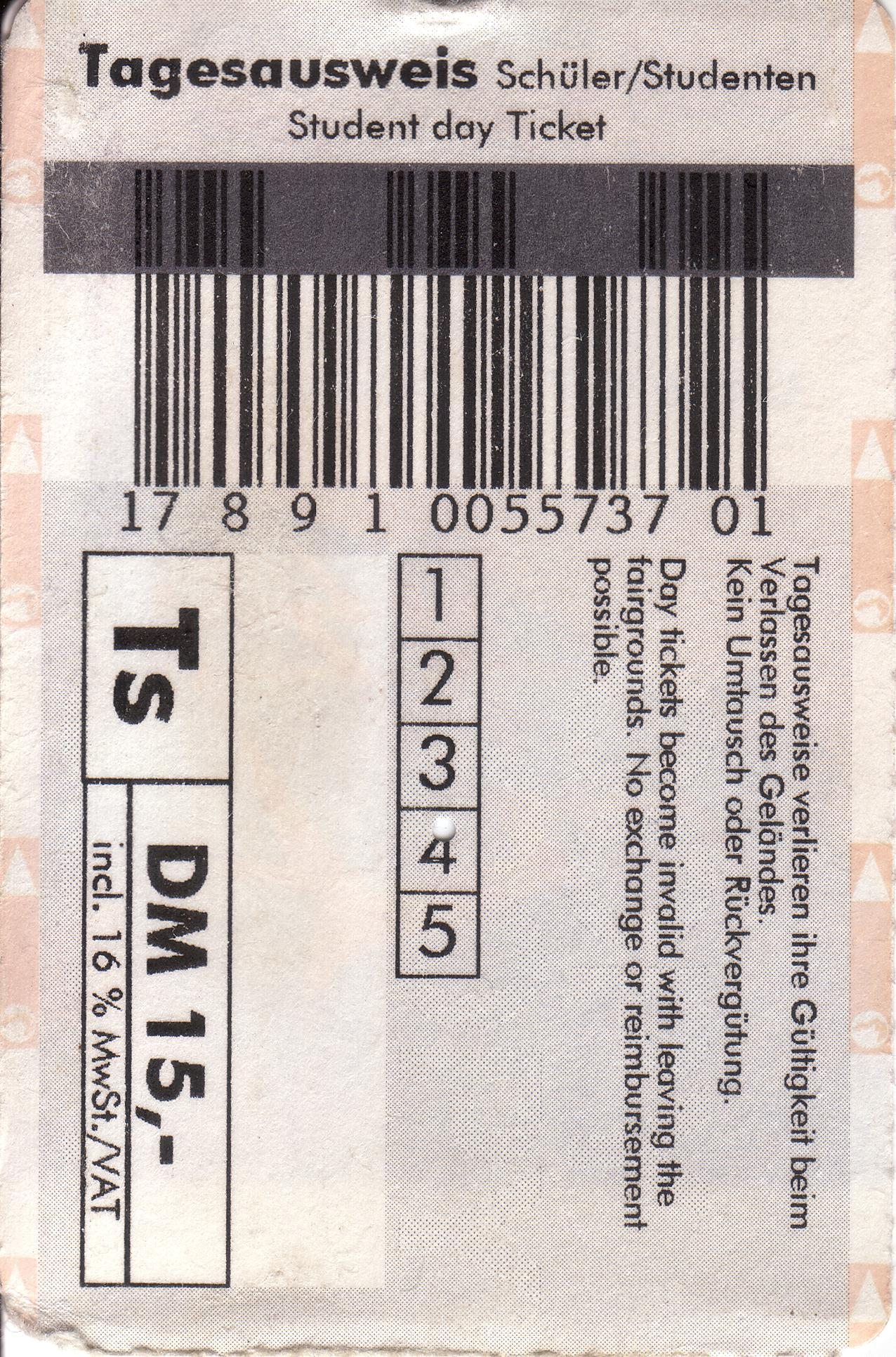
Denní studentská vstupenka na veletrh CeBIT 1998 s čárovým kódem.

Vstupenka je doklad o zaplacení vstupného nebo o právu na bezplatný vstup. Vstupenkou se prokazuje právo navštívit určitý objekt, zařízení nebo akci. Pro některé účely může vstupenka sloužit i jako účetní dokument.

## Objekty a akce
Vstupenky se používají v nejrůznějších místech a zařízeních, jakými mohou být například:
- kulturní akce: představení v kině nebo divadle, koncert a podobně
- jiná akce (například návštěva papeže či státníka, slavnost atd.)
- kulturní nebo pohostinské zařízení, klub atd.
- muzeum, galerie nebo jiná výstava, výstavní objekt nebo výstavní areál (výstaviště, veletrh)
- památný objekt, například hrad, zámek, památník, kostel atd.
- zajímavý technický objekt, například historický důl
- jiný objekt (například prostor nádraží, kam se dříve vydávaly vstupenky na nástupiště)
- rozhledna nebo jiná vyhlídková věž nebo místo
- zoologická nebo botanická zahrada nebo jiný park
- skanzen
- přírodní útvar, například jeskyně
- přírodní území, často rezervace, kam je vstup zpoplatněn (skalní město, atraktivní část pohoří atd.)
- zábavní park, zábavní a sportovně-zábavní atrakce (kolotoč, autodrom, horská dráha, bobová dráha, strašidelný zámek atd.)
- cirkus nebo jiné artistické představení
- sledování sportovního závodu, utkání nebo jiné sportovní akce
- aktivní sportovní akce podléhající účastnickému poplatku
- koupaliště, bazén atd.
- jiné rekreační nebo zábavní zařízení (klub stolních her, solná jeskyně…)
- použití veřejného záchodu nebo podobného hygienického zařízení

Obdobný doklad, opravňující k použití veřejné dopravy nebo ke vstupu do přepravního prostoru nebo vozidla, se nazývá jízdenka. U některých zařízení a atrakcí dopravního charakteru (autodrom, bobová dráha, lyžařský vlek) může být nepodstatné, zda se lístek nazývá vstupenkou, či jízdenkou.

## Podoba a používání vstupenky
Systémy prodeje, kontroly a užívání vstupenky mohou být podobně rozličné jako odbavovací systémy v dopravě. Kontrola může být systematická nebo namátková, při vstupu, v průběhu akce nebo při odchodu, osobní nebo automatizovaná (pomocí turniketů).
Nejběžnější typ jednoduché vstupenky mívá kontrolní útržek. Při vstupu do objektu jej obsluha (biletářka, uvaděč, kontrola atd.) může odtrhnout, čímž znemožní opakované použití vstupenky. Vstupenkou bez útržku je však možno i nadále uvnitř objektu prokazovat zaplacení vstupného.
Někde bývá zvykem při vstupu do objektu odebrat celou vstupenku: jako vstupenka pak může sloužit jakýkoliv žeton, který je po odebrání opět prodán dalšímu zákazníkovi. Taková praxe je však obvykle v rozporu s potřebou či povinností provozovatele evidovat příjmy a často i s potřebou zákazníka (uživatele) mít doklad o návštěvě a o zaplacení.
Jako vstupenky mohou sloužit též automaticky čitelné karty z plastu či tužšího papíru. Čtení může být založeno na optickém nebo mechanickém principu (děrný nebo čárový kód) nebo může vstupenka obsahovat magnetický proužek nebo kontaktní či bezkontaktní čip. Elektronické systémy pak mohou umožnit přesné sledování počtu návštěvníků, času příchodu a odchodu (nyní časté například v plaveckých bazénech, kde je v případě překročení zaplacené doby vymáhán doplatek), popřípadě je možno vydávat a používat časové vstupenky (permanentky) pro delší období nebo vstupenky pro vícenásobné použití (například pro deset jízd na lyžařském vleku nebo vstupenky s doplnitelným kreditem).
Vstupenka do kina, divadla nebo obdobného zařízení může být buď neadresná (návštěvník si může sednout, případně se postavit kamkoliv) nebo může být určena pro konkrétní sedadlo, stůl, lóže, sektor či jinak vymezené místo (má tedy podobnou funkci, jako místenka ve veřejné dopravě).
Pohodlnou, moderní formou vstupenky je tzv. e-ticket neboli elektronická vstupenka. Při zakoupení vstupenky on-line na webových stránkách prodejce je možné si ji ihned vytisknout. Tato vstupenka je vybavená čárovým kódem, který je po předložení při vstupu do místa konání akce zkontrolován čtecím zařízením a na základě toho je umožněn vstup. Ve formě e-ticketu nejsou nabízeny pouze vstupenky, ale také další doklady jako jízdenky do vlaků či autobusů nebo letenky.